# Gniewczyna Tryniecka

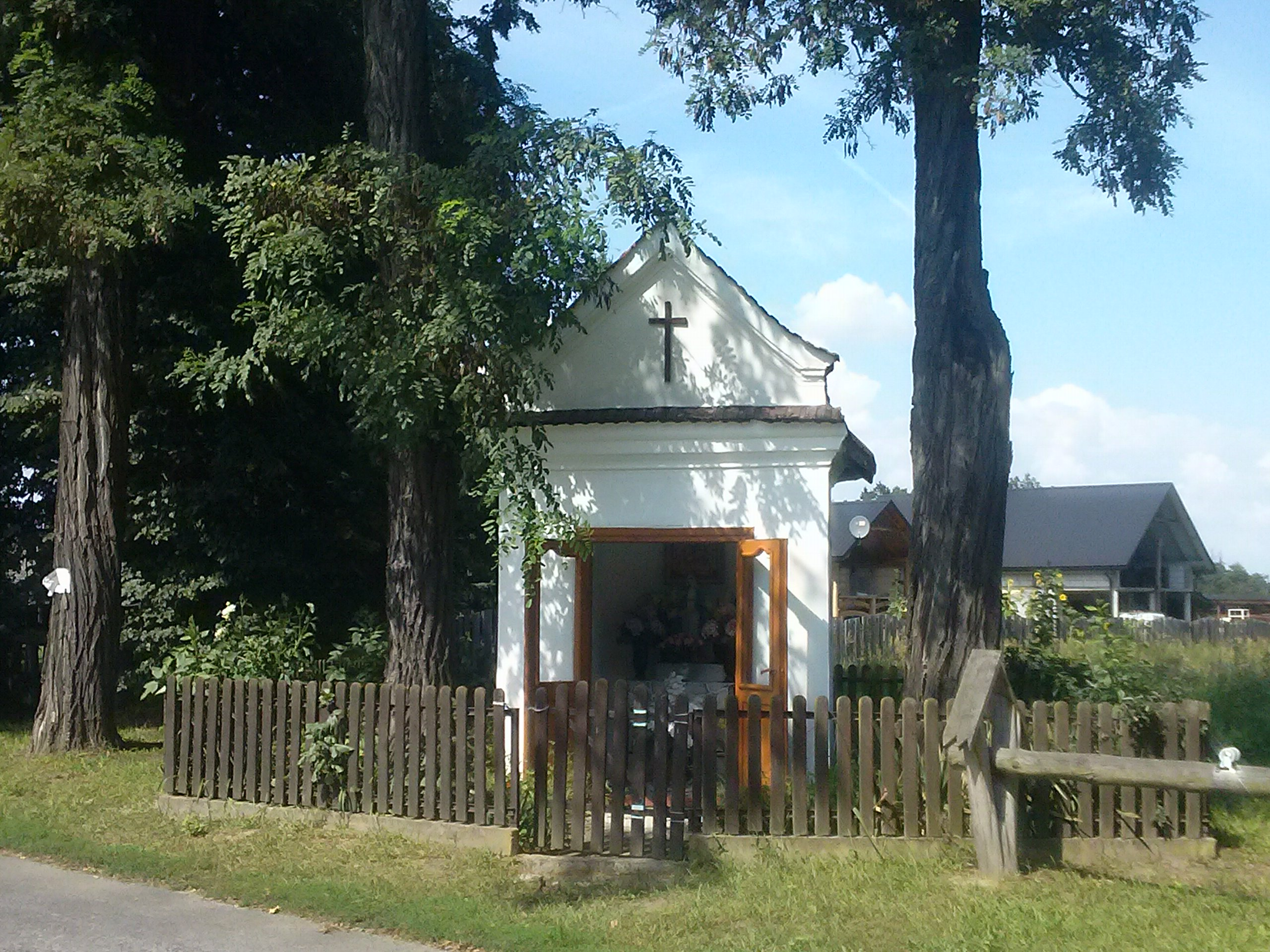
Kapliczka na Białobrzeżkach

Gniewczyna Tryniecka – wieś w Polsce położona w województwie podkarpackim, w powiecie przeworskim, w gminie Tryńcza. Leży nad Wisłokiem przy ujściu Mleczki.
W latach 1975–1998 miejscowość administracyjnie należała do województwa przemyskiego.

## Części wsi
| SIMC    | Nazwa                | Rodzaj    |
| ------- | -------------------- | --------- |
| 0611962 | Białobrzeżki-Gajówka | część wsi |
| 0611979 | Zawisłocze           | osada     |

## Historia
W 1762 roku według wzmianki w aktach właściciela Klucza Trynieckiego Pawła Benoe mieszkańcami gromady Gniewczyna byli: Józef Bebło, Jan Bugiel, Kazimierz Chmura, Jędrzej Ficek, Wojtek Ficek, Bartek Gałusza, Franek Gałusza, Bartek Genroz, Kazimierz Glibryk, Tomek Glibryk, Jędrzej Głowacki, Kazimierz Gurak, Tomek Jagiełła, Stach Jędras, Kazimierz Kądziora, Jakub Kiełbasa, Matusz Kiełbasa, Antek Kowal, Antek Kozak, Józef Kozak, Tomek Kozak, Szymek Kurek, Krzysztof Maturek, Opiatka Wdowa, Michał Pałka, Błazej Partas, Stach Pieczonka, Michałowa Pieczonkowa, Kazimierz Piróg, Maciek Piróg, Wojtech Prasek, Błazek Sowa, Sowina Wdowa, Wojtek Skitał, Jan Strach, Jan Strach drugi, Wojtek Świerk, Antek Telega, Walek Tkacz, Kazimierz Tytuła, Wawrzek Tworak, Michał Worgala, Jakub Wrubel, Jan Ziomek, Kazimierz Ziomek, Wojtek Ziomek.
Wieś Gniewczyna od początku istnienia aż do końca XIX wieku stanowiła jedną całość; w XIX wieku właścicielami Gniewczyny byli: Alfred Potocki i Roman Potocki. W 1890 roku była już w użyciu nazwa Gniewczyna Łańcucka od siedziby Potockich – Łańcuta; następnie wydzielono część wsi od strony Tryńczy i nazwano: „Gniewczyna Tryniecka”, a właścicielem został Konwent PP Franciszkanek we Lwowie (Klasztor SS Franciszkanek Adoracji Najświętszej Maryi Panny we Lwowie), który był też właścicielem Jagiełły i części Gorzyc. Po ok. 1905 roku nowym właścicielem Gniewczyny Trynieckiej, Jagiełły i części Gorzyc stała się Irena Lityńska.
Zbrodnia w domu Trynczerów
W 1942 roku, prawdopodobnie w listopadzie, Polacy – szef i członkowie ochotniczej straży pożarnej – oddziału podporządkowanego niemieckiej policji porządkowej, sołtysi (będący funkcjonariuszami okupacyjnej administracji hitlerowskiej) i ich pomocnicy, z obu części wsi: Łańcuckiej i Trynieckiej oraz bezideowe skrzydło ruchu oporu urządzili obławę na miejscowe rodziny żydowskie. 11 osób (dwie kobiety, dwóch mężczyzn, resztę stanowiły dzieci – najmłodsze miało 9 miesięcy) wsadzono na wozy i przewieziono do domu Lejby i Szangli Trynczerów, mieszczącego się przy drodze, w centrum wsi. Tam, trzy dni i trzy noce, przetrzymywali Żydów, torturowali, by zdradzili, gdzie ukryli dobytek, kobiety prawdopodobnie gwałcili, po czym wezwali niemieckich żandarmów, którzy rozstrzelali uwięzionych. O zbrodni opowiedział, 13-letni wówczas, Tadeusz Markiel.
Z wyjątkiem liczby ofiar, wydarzenia te niewiele różnią się od tych, które miały miejsce w Jedwabnem. W miejscowości dochodziło ponadto do pojedynczych mordów na ukrywających się Żydach. Razem z zabitymi w domu Trynczerów, liczba ofiar sięga 30 osób.

## Sport i rekreacja
W Gniewczynie Trynieckiej działa klub sportowy LKS „Huragan” Gniewczyna, założony w 1947 roku. Od 2023 roku gra w Klasie A grupy przeworskiej.
| Tabela rozgrywek ligowych: „Huragan Gniewczyna” (1992–2025)  | Tabela rozgrywek ligowych: „Huragan Gniewczyna” (1992–2025) | Tabela rozgrywek ligowych: „Huragan Gniewczyna” (1992–2025) | Tabela rozgrywek ligowych: „Huragan Gniewczyna” (1992–2025) | Tabela rozgrywek ligowych: „Huragan Gniewczyna” (1992–2025) | Tabela rozgrywek ligowych: „Huragan Gniewczyna” (1992–2025) | Tabela rozgrywek ligowych: „Huragan Gniewczyna” (1992–2025) | Tabela rozgrywek ligowych: „Huragan Gniewczyna” (1992–2025) | Tabela rozgrywek ligowych: „Huragan Gniewczyna” (1992–2025) | Tabela rozgrywek ligowych: „Huragan Gniewczyna” (1992–2025) |
| Sezon                                                        | Pozycja                                                     | Liga                                                        | Pkt                                                         | Mecze                                                       | Mecze                                                       | Mecze                                                       | Bramki                                                      | Bramki                                                      | Awanse Spadki                                               |
| Sezon                                                        | Pozycja                                                     | Liga                                                        | Pkt                                                         | zwy.                                                        | rem.                                                        | por.                                                        | zdob.                                                       | stra.                                                       | Awanse Spadki                                               |
| ------------------------------------------------------------ | ----------------------------------------------------------- | ----------------------------------------------------------- | ----------------------------------------------------------- | ----------------------------------------------------------- | ----------------------------------------------------------- | ----------------------------------------------------------- | ----------------------------------------------------------- | ----------------------------------------------------------- | ----------------------------------------------------------- |
| 1991/1992                                                    | 6                                                           | Klasa Okręgowa (W)                                          | 31                                                          |                                                             |                                                             |                                                             |                                                             |                                                             |                                                             |
| 1992/1993                                                    | 10                                                          | Klasa Wojewódzka                                            | 28                                                          |                                                             |                                                             |                                                             |                                                             |                                                             |                                                             |
| 1993/1994                                                    | 4                                                           | Klasa Wojewódzka                                            | 37                                                          |                                                             |                                                             |                                                             |                                                             |                                                             |                                                             |
| 1994/1995                                                    | 9                                                           | Klasa Wojewódzka                                            | 31                                                          |                                                             |                                                             |                                                             |                                                             |                                                             |                                                             |
| 1995/1996                                                    |                                                             | Klasa O - grupa jarosławska                                 |                                                             |                                                             |                                                             |                                                             |                                                             |                                                             |                                                             |
| 1996/1997                                                    | 11                                                          | Klasa O - grupa jarosławska                                 | 37                                                          | 9                                                           | 10                                                          | 11                                                          | 42                                                          | 44                                                          |                                                             |
| 1997/1998                                                    | 8                                                           | Klasa O - grupa jarosławska                                 | 43                                                          | 13                                                          | 7                                                           | 10                                                          | 49                                                          | 34                                                          |                                                             |
| 1998/1999                                                    | 6                                                           | Klasa O - grupa jarosławska                                 | 82                                                          |                                                             |                                                             |                                                             |                                                             |                                                             |                                                             |
| 1999/2000                                                    | 11                                                          | Klasa O - grupa jarosławska                                 | 25                                                          | 6                                                           | 7                                                           | 13                                                          | 37                                                          | 46                                                          |                                                             |
| 2000/2001                                                    | 2                                                           | Klasa O - grupa jarosławska                                 | 64                                                          | 20                                                          | 4                                                           | 6                                                           | 81                                                          | 35                                                          |                                                             |
| 2001/2002                                                    | 10                                                          | Klasa O - grupa jarosławska                                 | 38                                                          | 10                                                          | 8                                                           | 12                                                          | 39                                                          | 42                                                          |                                                             |
| 2002/2003                                                    | 10                                                          | Klasa O - grupa jarosławska                                 | 38                                                          | 12                                                          | 2                                                           | 16                                                          | 42                                                          | 49                                                          |                                                             |
| 2003/2004                                                    | 16                                                          | Klasa O - grupa jarosławska                                 | 3                                                           | 1                                                           | 0                                                           | 29                                                          | 12                                                          | 144                                                         | spadek do Kl. A                                             |
| 2004/2005                                                    | 13                                                          | Klasa A - grupa przeworska                                  | 22                                                          | 6                                                           | 4                                                           | 16                                                          | 27                                                          | 57                                                          |                                                             |
| 2005/2006                                                    | 12                                                          | Klasa A - grupa przeworska                                  | 31                                                          | 10                                                          | 1                                                           | 15                                                          | 49                                                          | 53                                                          | spadek do Kl. B                                             |
| 2006/2007                                                    | 1                                                           | Klasa B - grupa przeworska                                  | 55                                                          | 18                                                          | 1                                                           | 1                                                           | 71                                                          | 15                                                          | awans do Kl. A                                              |
| 2007/2008                                                    | 2                                                           | Klasa A - grupa przeworska                                  | 54                                                          | 16                                                          | 6                                                           | 4                                                           | 76                                                          | 36                                                          |                                                             |
| 2008/2009                                                    | 4                                                           | Klasa A - grupa przeworska                                  | 45                                                          | 14                                                          | 3                                                           | 9                                                           | 52                                                          | 37                                                          |                                                             |
| 2009/2010                                                    | 1                                                           | Klasa A - grupa przeworska                                  | 64                                                          | 20                                                          | 4                                                           | 2                                                           | 74                                                          | 20                                                          | awans do Kl. O                                              |
| 2010/2011                                                    | 8                                                           | Klasa O - grupa jarosławska                                 | 47                                                          | 13                                                          | 8                                                           | 9                                                           | 53                                                          | 43                                                          |                                                             |
| 2011/2012                                                    | 3                                                           | Klasa O - grupa jarosławska                                 | 51                                                          | 15                                                          | 6                                                           | 9                                                           | 55                                                          | 45                                                          |                                                             |
| 2012/2013                                                    | 9                                                           | Klasa O - grupa jarosławska                                 | 43                                                          | 11                                                          | 10                                                          | 9                                                           | 72                                                          | 63                                                          |                                                             |
| 2013/2014                                                    | 7                                                           | Klasa O - grupa jarosławska                                 | 45                                                          | 13                                                          | 6                                                           | 11                                                          | 75                                                          | 62                                                          |                                                             |
| 2014/2015                                                    | 11                                                          | Klasa O - grupa jarosławska                                 | 32                                                          | 9                                                           | 5                                                           | 16                                                          | 60                                                          | 79                                                          |                                                             |
| 2015/2016                                                    | 4                                                           | Klasa O - grupa jarosławska                                 | 58                                                          | 17                                                          | 7                                                           | 6                                                           | 75                                                          | 39                                                          |                                                             |
| 2016/2017                                                    | 2                                                           | Klasa O - grupa jarosławska                                 | 61                                                          | 18                                                          | 7                                                           | 5                                                           | 66                                                          | 27                                                          |                                                             |
| 2017/2018                                                    | 6                                                           | Klasa O - grupa jarosławska                                 | 44                                                          | 13                                                          | 5                                                           | 12                                                          | 49                                                          | 55                                                          |                                                             |
| 2018/2019                                                    | 13                                                          | Klasa O - grupa jarosławska                                 | 34                                                          | 10                                                          | 4                                                           | 16                                                          | 46                                                          | 53                                                          | spadek do Kl. A                                             |
| 2019/2020                                                    | 2                                                           | Klasa A - grupa przeworska                                  | 30                                                          | 10                                                          | 0                                                           | 3                                                           | 48                                                          | 18                                                          | awans do Kl. O                                              |
| 2020/2021                                                    | 7                                                           | Klasa O - grupa jarosławska                                 | 66                                                          | 20                                                          | 6                                                           | 12                                                          | 82                                                          | 69                                                          |                                                             |
| 2021/2022                                                    | 9                                                           | Klasa O - grupa jarosławska                                 | 49                                                          | 16                                                          | 1                                                           | 17                                                          | 66                                                          | 73                                                          |                                                             |
| 2022/2023                                                    | 16                                                          | Klasa O - grupa jarosławska                                 | 21                                                          | 5                                                           | 6                                                           | 19                                                          | 33                                                          | 91                                                          | spadek do Kl. A                                             |
| 2023/2024                                                    | 3                                                           | Klasa A - grupa przeworska                                  | 56                                                          | 18                                                          | 2                                                           | 6                                                           | 91                                                          | 45                                                          |                                                             |
| 2024/2025                                                    | 5                                                           | Klasa A – grupa przeworska                                  | 46                                                          | 13                                                          | 7                                                           | 8                                                           | 89                                                          | 56                                                          |                                                             |
| Źródło: Życie Przemyskie (1992-2002), 90minut.pl (2002–2024) |                                                             |                                                             |                                                             |                                                             |                                                             |                                                             |                                                             |                                                             |                                                             |